# Herzbube mit zwei Damen
Herzbube mit zwei Damen (Originaltitel: Three’s Company) ist eine US-amerikanische Sitcom-Fernsehserie, die in den Jahren 1977 bis 1984 entstand. Sie handelt von einem Junggesellen (John Ritter), der aus Wohnungsnot mit zwei Freundinnen in einer WG in Santa Monica (Kalifornien) lebt. Um seinen konservativen Vermieter zu überzeugen, muss der Junggeselle jedoch wahrheitswidrig vorgeben, homosexuell zu sein. Gegenstand der Serie sind die Verwicklungen und Irrtümer, die sich aus der rein freundschaftlichen (platonischen) Beziehung der drei WG-Bewohner ergeben, sowie dadurch, dass der Vermieter ihnen nachspioniert und dabei immer wieder auf peinliche Situationen stößt, die die vorgetäuschte Homosexualität des Junggesellen zu bestätigen scheinen.

## Figuren
Jack Tripper ist ein Junggeselle, der bei der Marine diente, bevor er in die Damen-WG zieht. Er kann exzellent kochen und ist zudem sehr humorvoll. Um in der Damen-WG bleiben zu dürfen, gibt er gegenüber dem Vermieter vor, kein Interesse am weiblichen Geschlecht zu haben. Jack ist eine der beiden Figuren, die in allen Staffeln vorkommt.
Janet Wood ist Floristin und bekannt für ihren Esprit und ihre Scharfsinnigkeit. Zudem ist sie ein liebevoller Freund, mit dem man über alles reden kann. Janet ist eine der beiden Figuren, die in allen Staffeln vorkommt.
Christmas „Chrissy“ Snow, Sekretärin, ist das gutaussehende „naive Blondchen“ in der WG. Ihr passieren des Öfteren so einige Missgeschicke. Außerdem trumpft sie mit ihrer zum Teil undurchschaubaren Logik. Ihr Vater ist ein evangelischer Pfarrer. Die Rolle der Chrissy, gespielt von Suzanne Somers, ist eine der Hauptfiguren bis in die fünfte Staffel. In der ersten Pilotfolge von 1975 ist Samantha eine ähnliche Figur, gespielt von Susanne Zenor. In der zweiten Pilotfolge wird Chrissy von Susan Lanier gespielt.
Cindy Snow ist Chrissys tollpatschige Cousine, die später an Stelle von Chrissy in die WG einzieht. Später studiert sie Medizin. Hauptfigur in der fünften und sechsten Staffel.
Terri Alden zieht nach Cindys Auszug in die WG ein. Sie ist zwar blond, aber weder naiv, noch tollpatschig. Von Beruf ist sie Krankenschwester. Diese Rolle wurde in den letzten drei Staffeln eingeführt, weil sich Zuschauer beschwert hatten, dass das Image von Blondinen so negativ in der Serie dargestellt wurde.
Stanley Roper ist der Vermieter des Apartments, in dem Jack, Janet und Chrissy wohnen. Stanley ist mit Helen verheiratet, die immerzu Sex mit ihm will, obwohl er desinteressiert ist. Diese Rolle ist nur in den ersten drei Staffeln eine Hauptfigur.
Helen Roper, Gattin des Vermieters Stanley Roper und ständig frustriert, dass ihr Ehemann keinen Sex mit ihr möchte, wobei sie doch eine romantische Ader hat. Im Gegensatz zu ihrem Ehemann ist sie von Beginn an darüber informiert, dass Jack nicht homosexuell ist. Zusammen mit der Rolle des Stanley schied auch die Rolle der Helen nach der dritten Staffel aus der Serie aus.
Ralph Furley ist der „trottelige“ Vermieter der WG ab der vierten Staffel, der vergeblich versucht, beim weiblichen Geschlecht anzukommen. Er springt für seinen Bruder Bart ein, der ursprünglich den Posten des Vermieters annehmen sollte. Hauptfigur ab der vierten Staffel.
Larry Dallas ist Jacks Nachbar und bester Freund. Von Beruf ist er Gebrauchtwagenhändler und von griechischer Abstammung; sein richtiger Name lautet Dalliapolis. Um die Frauen ins Bett zu bekommen, lässt er sich so einiges einfallen. Wiederkehrende Figur ab der zweiten Staffel.
Lana Shields, Nachbarin, hat ein Auge auf Jack geworfen. Doch freie Minuten mit Jack sind rar, denn Mr. Furley ist auch an ihr interessiert und befindet sich ständig in ihrer Nähe. Hauptfigur in der vierten Staffel.

## Hintergrundinformationen
Die Serie ist eine US-Adaption der englischen Serie Ein Mann im Haus. Auch die beiden Spin-off-Serien, die Herzbube mit zwei Damen folgten, hatten englische Vorbilder. So stand für Zwei schräge Vögel die Serie George and Mildred Pate, Jacks Bistro war die Neufassung von Robins Nest.
Drei Pilotfolgen wurden für die Serie gedreht, bis der ABC-Verantwortliche David Silverman sein O.K. für den Produktionsstart der ersten Staffel gab – das war bis dahin einmalig im US-amerikanischen Fernsehen. In der ersten Pilotfolge spielte der spätere „Jack“-Darsteller John Ritter „David“, Valerie Curtin war „Jenny“ und Suzanne Zenor spielte die Rolle der „Samantha“. Im zweiten Pilotfilm wurden die Rollen von „Jack“, „Janet“ und „Chrissy“ eingeführt, jedoch verkörperte noch Susan Lanier „Chrissy“.

### Synchronisation
Die deutsche Synchronfassung entstand bei der Hermes Synchron, Berlin. Thomas Danneberg schrieb das Dialogbuch und Synchronmacher führte Regie.
| Rolle         | Darsteller     | Synchronsprecher         |
| ------------- | -------------- | ------------------------ |
| Jack Tripper  | John Ritter    | Thomas Danneberg         |
| Janet Wood    | Joyce DeWitt   | Eva Kryll                |
| Chrissy Snow  | Suzanne Somers | Katharina Gräfe          |
| Helen Roper   | Audra Lindley  | Kerstin Sanders-Dornseif |
| Stanley Roper | Norman Fell    | Friedrich G. Beckhaus    |
| Larry Dallas  | Richard Kline  | Stefan Gossler           |
| Ralph Furley  | Don Knotts     | Joachim Nottke           |

## Ausstrahlung
Bis 1982 lief Herzbube mit zwei Damen im Abendprogramm des US-amerikanischen Fernsehsenders ABC, anschließend wurde die Ausstrahlung der letzten beiden Staffeln von Lokalsendern übernommen. Danach wurde die Serie des Öfteren im Kabelfernsehen (z. B. bei TBS, Nick at Nite und TV Land) wiederholt.
In Deutschland wurde die Serie ab 1992 beim gerade erst gestarteten Sender „Der Kabelkanal“ (heute: kabel eins) gezeigt. Erstmals vollständig, bis auf die beiden „Best Of“-Specials, sendete ProSieben die Serie im Jahre 1993 im Vorabendprogramm, danach hatte sie bis 1997 kabel eins als Wiederholung im Programm. Nach einer längeren Pause waren sie 2016 bei Family TV und dem Internetsender blizz im Programm.

## Ableger
Herzbube mit zwei Damen zog zwei minder erfolgreiche Serien nach sich. Bereits im Jahr 1979, als noch kein Ende der Hauptserie abzusehen war, entstand Zwei schräge Vögel (The Ropers, 28 Folgen), die nach zwei Staffeln 1980 wieder eingestellt wurde. Nach dem Produktionsende von Herzbube mit zwei Damen wurde die Geschichte um Jack Tripper in der Serie Jacks Bistro (Three’s a Crowd, 22 Folgen), auch bekannt als Drei sind einer zuviel, weitererzählt. Doch auch wie für den ersten Ableger kam das Ende sehr früh – nach 22 Folgen wurde auch diese Serie 1985 beendet.